# Tage Kemp
Tage Kemp, född 28 augusti 1896, död 7 januari 1964, var en dansk ärftlighetsforskare på det humangenetiska området.
Tage Kemp blev medicine doktor 1927, 1938 föreståndare för Köpenhamns universitets Institut for human Arvebiologi og Eugenik och 1948 professor i samma ämne. Kemp var huvudredaktör för Acta pathologica et microbiologica scandinavica från 1941. Bland hans skrifter märks Studier over Kønskarakterer hos Fostre (doktorsavhandling, 1927), Lærebog i Endokrinologi (1934, tillsammans med H. Okkels, 2:a upplagan 1937, utgåva på tyska 1936), Prostitution. An investigation of its causes, especially with regard to hereditary factors (1936), Statistiske Metoder i Medicin og Biologi (1942), Arvelighedslære for Studerende og Læger (1943).